# Joan Borja i Catanei
Joan de Borja i Catanei (Roma, 1476? - 1497). II duc de Gandia (1488-1497) i baró de Llombai (1494-1497).

## Antecedents familiars
Fou fruit de la relació il·legítima del cardenal Roderic de Borja (futur papa Alexandre VI) i la dama italiana Vannozza Cattanei. Era germà de Cèsar Borja, Lucrècia Borja, Jofré Borja, dels quals era el segon, i d'altres germanastres de les relacions del seu pare amb diverses dames.

## Biografia
Amb l'ascens de la seva família i del seu pare a la Cúria Vaticana, aconseguir ser un dels homes més importants de Roma, a despit de la seva joventut.
El seu pare compra al rei Ferran el Catòlic el ducat de Gandia i pacta el casament de la seva cosina Maria Enríquez amb Pere Lluís de Borja, però poc després, el 1488, aquest mor i Roderic de Borja obliga el seu fill a ocupar-se del ducat i casar-se amb la promesa de Pere Lluís, germanastre seu. El 1493 arriba a la península i, realitzat el matrimoni, passa a prendre possessió del ducat.
El patrimoni del segon duc de Gandia era considerable: la senyoria de Llombai (comprada per son pare), el mateix ducat de Gandia, rendes i censals a la vall de Gallinera, Xeresa, Alcodar i Xella, a més de cases a la ciutat de València. Malgrat això, el 1495, s'iniciaren distints processos contra ell a la Governació de València pels seus creditors, per la forta càrrega de censals que suportaven els seus dominis. En tot moment, l'administració dels seus estats va ser controlada des de Roma per son pare.
Joan Borja, nomenat gonfaloner (comandant) dels exèrcits pontificis el 1492, va resultar ferit el 1494 en la guerra del seu pare contra els Orsini. Temps més tard, la nit del 14 de juliol del 1497 fou assassinat en estranyes circumstàncies (els 30 ducats d'or que portava no es tocaren) i el seu cos llençat al riu Tíber. El crim fou, potser, instigat pels barons romans o pel seu germà Cèsar.

## Núpcies i descendents
Es va casar amb Maria Enríquez, vídua del seu germà i cosina de Ferran el Catòlic, el 1493. Van tenir:
- Joan de Borja, duc de Gandia. Pare de Sant Francesc de Borja.
- Elisabet de Borja, que es va fer clarissa.[1]